# Boscia hypoglauca
Boscia hypoglauca är en kaprisväxtart som beskrevs av Ernest Friedrich Gilg. Boscia hypoglauca ingår i släktet Boscia och familjen kaprisväxter. Inga underarter finns listade i Catalogue of Life.